# جواد کاظم
جواد کاظم (انگلیسی: Jawad Kadhim؛ زادهٔ ۱۴ اکتبر ۱۹۹۳) بازیکن فوتبال اهل عراق است.
از باشگاه‌هایی که در آن بازی کرده‌است می‌توان به باشگاه فوتبال الشرطه (عراق) اشاره کرد.
وی همچنین در تیم‌های ملی فوتبال زیر ۲۰ سال عراق و عراق بازی کرده‌است.